# Союз Буби (партия)
Сою́з бу́би (исп. La Unión Bubi) — общественно-политическая группа, а позже политическая партия, существовавшая с 1966 по 1970 год. Был создан для представления интересов народа буби острова Биоко.

## История

### Конституционная конференция
Союз Буби был создан для участия в Конституционной конференции в Экваториальной Гвинее, его представителями были Мариано Ганет, Теофило Биеведа, Гаспар Копариате Муебаке (двое последних также являлись членами Моналиге). Также в конференции от Союза принимал участие Франсиско Дуга Мендо (бывший генеральный секретарь Моналиге в Фернандо-По).
Члены Союза Буби предполагали присоединение острова Биоко к Испании или, в противном случае, управление островом Биоко автономно от Рио-Муни.

### Выборы 1968 года и вхождение в правительство
Преобразованный в политическую партию, на всеобщих выборах в Экваториальной Гвинее 1968 года лидер Союза Буби Эдмундо Боссио получил 5000 голосов (5,5%) в первом туре свою кандидатуру на пост президента. Партии также удалось провести 7 депутатов в Национальную ассамблею. Во втором туре выборов Президента Союз Буби поддержал Франсиско Масиаса, который баллотировался от партии «Народная идея».
Другими важными членами союза были: Густаво Уотсон Буэко, ученик Грегорио Мараньона из Мадридского университета Комплутенсе, врач семинарии Банапа, который был одним из семи депутатов Союза Буби в Национальном собрании, Энрике Гори Молубела, который участвовал в качестве вице-президента Генеральной Ассамблеи Мадридской конституционной конференции, выступая против объединенной независимости наций буби и фанг, и просил поддержать вариант ДА на референдуме по Конституции 1968 года.

### Роспуск
После обретения Экваториальной Гвинеей независимости и дипломатического кризиса с Испанией лидеры Союза подверглись преследованиям: Энрике Гори осудили и казнили в июне 1972 года, Густаво Уотсон также умер в 1972 году. Дело Эдмундо Боссио было расследовано Информационной службой Экваториальной Гвинеи в конце 1974 года . Он был помещен под домашний арест и убит при диктатуре Франсиско Масиаса в феврале 1975 года.

## См также
- Движение за самоопределение острова Биоко